# Lijst van burgemeesters van Broek op Langedijk
Dit is een lijst van burgemeesters van de voormalige Nederlandse gemeente Broek op Langendijk. In 1941 fuseerden Broek op Langendijk, Oudkarspel, Noord- en Zuid-Scharwoude tot de gemeente Langedijk.
| Ambtsperiode | Naam burgemeester       | Partij of stroming | Bijzonderheden                                      |
| ------------ | ----------------------- | ------------------ | --------------------------------------------------- |
| 1810 - ??    | Dirk Keizer             |                    |                                                     |
| 18?? - 1847  | Fredrik de Boer         |                    |                                                     |
| 1847 - 1864  | Jan (J.) de Boer Fzn.   |                    | tevens burgemeesters van Sint Pancras (1852-1861)   |
| 1864 - 1880  | J. van Bommel           |                    | tevens burgemeester van Zuid-Scharwoude (1869-1880) |
| 1880 - 1884  | C. Spaans               |                    |                                                     |
| 1884 - 1891  | P. Nobel                |                    | tevens burgemeester van Sint Pancras (1869-1891)    |
| 1891 - 1921  | A. Slot                 |                    |                                                     |
| 1921 - 1937  | Pieter Slot Azn.        |                    |                                                     |
| 1937 - 1941  | Harm (H.) Schelhaas Jz. | ARP                | later burgemeester van Langedijk                    |